# Paraotwayite
La paraotwayite è un minerale.